# کسی تامسون
کَسی تامسون (انگلیسی: Cassi Thomson؛ زادهٔ ۱۴ اوت ۱۹۹۳) یک هنرپیشه، خواننده و ترانه‌سرا اهل استرالیا و ایالات متحده آمریکا است. وی از سال ۲۰۰۶ میلادی تاکنون مشغول فعالیت بوده است.

## گزیدهٔ آثار

### تلویزیون
- سی‌اس‌آی: میامی (۲۰۱۱)
- سی‌اس‌آی (۲۰۱۰)
- عشق بزرگ (۲۰۱۱–۲۰۰۹)
- بخش فوریت‌های پزشکی (۲۰۰۶)
- دکتر هاوس (۲۰۰۶)

### سینما
- جا مانده (۲۰۱۴)